# Окпорт (тауншип, Миннесота)
Окпорт (англ. Oakport) — тауншип в округе Клей, Миннесота, США. На 2000 год его население составило 1689 человек.

## География
По данным Бюро переписи населения США площадь тауншипа составляет 75,5 км², из которых 75,5 км² занимает суша, водоёмов нет.

## Демография
По данным переписи населения 2000 года здесь находились 1689 человек, 572 домохозяйства и 498 семей.  Плотность населения —  22,4 чел./км².  На территории тауншипа расположено 589 построек со средней плотностью 7,8 построек на один квадратный километр. Расовый состав населения: 97,99 % белых, 0,36 % афроамериканцев, 0,36 % коренных американцев, 0,06 % азиатов, 0,12 % — других рас США и 1,12 % приходится на две или более других рас. Испанцы или латиноамериканцы любой расы составляли 0,71 % от популяции тауншипа.
Из 572 домохозяйств в 43,4 % воспитывались дети до 18 лет, в 80,4 % проживали супружеские пары, в 4,4 % проживали незамужние женщины и в 12,9 % домохозяйств проживали несемейные люди. 11,5 % домохозяйств состояли из одного человека, при том 4,4 % из — одиноких пожилых людей старше 65 лет. Средний размер домохозяйства — 2,93, а семьи — 3,13 человека.
30,0 % населения — младше 18 лет, 5,9 % — в возрасте от 18 до 24 лет, 30,4 % — от 25 до 44, 24,7 % — от 45 до 64, и 9,1 % — старше 65 лет. Средний возраст — 38 лет. На каждые 100 женщин приходилось 107,2 мужчин.  На каждые 100 женщин старше 18 приходилось 102,6 мужчин.
Средний годовой доход домохозяйства составлял 60 400 долларов, а средний годовой доход семьи —  62 794 доллара. Средний доход мужчин —  41 856  долларов, в то время как у женщин — 26 842. Доход на душу населения составил 21 570 долларов. За чертой бедности находились 2,8 % семей и 4,5 % всего населения тауншипа, из которых 4,9 % младше 18 и 7,0 % старше 65 лет.